# Taça dos Clubes Vencedores de Taças de 1964–65
A edição de 1964/1965 da Taça dos Clubes Vencedores de Taças foi vencida, pela primeira vez, pelos ingleses do West Ham United que derrotaram na final os alemães do TSV 1860 München. O Sporting CP, o campeão em título, foi eliminado pelos galeses do Cardiff City.

## Primeira Eliminatória
| Equipa 1                        | Total   | Equipa 2             | 1.ª Mão | 2.ª Mão |
| ------------------------------- | ------- | -------------------- | ------- | ------- |
| Slavia Sofia                    | 3-1     | Cork Celtic          | 1-1     | 2-0     |
| Lausanne Sports                 | 2-1     | Budapest Honvéd      | 2-0     | 0-1     |
| KAA Gent                        | 1-2     | West Ham United      | 0-1     | 1-1     |
| Sparta Praga                    | 16-0    | Anorthosis Famagusta | 10-0    | 6-0     |
| Valletta FC                     | 1-8     | Real Zaragoza        | 0-3     | 1-5     |
| Esbjerg fB                      | 0-1     | Cardiff City         | 0-0     | 0-1     |
| Skeid Fotball                   | 1-2     | FC Haka              | 1-0     | 0-2     |
| Torino FC                       | 5-3     | Fortuna '54          | 3-1     | 2-2     |
| Steaua Bucuresti                | 5-0     | Derry City FC        | 3-0     | 2-0     |
| AEK Atenas                      | 2-3     | Dinamo Zagreb        | 2-0     | 0-3     |
| ESV Admira-NÖ Energie Wien      | 1-4     | Legia Varsóvia       | 1-3     | 0-1     |
| SC Aufbau Magdeburg             | 2-2 (a) | Galatasaray SK       | 1-1     | 1-1     |
| FC Porto                        | 4-0     | Olympique Lyonnais   | 3-0     | 1-0     |
| US Luxembourg                   | 0-10    | TSV 1860 München     | 0-4     | 0-6     |
| Isentos: Sporting CP; Dundee FC |         |                      |         |         |

(a) Galatasaray SK venceu o jogo de desempate por moeda ao ar, após ficar 1-1

## Segunda Eliminatória
| Equipa 1         | Total   | Equipa 2         | 1.ª Mão | 2.ª Mão |
| ---------------- | ------- | ---------------- | ------- | ------- |
| Slavia Sofia     | 2-2 (a) | Lausanne Sports  | 1-0     | 1-2     |
| West Ham United  | 3-2     | Sparta Praga     | 2-0     | 1-2     |
| Dundee FC        | 3-4     | Real Zaragoza    | 2-2     | 1-2     |
| Sporting CP      | 1-2     | Cardiff City     | 1-2     | 0-0     |
| FC Haka          | 0-6     | Torino FC        | 0-1     | 0-5     |
| Steaua Bucuresti | 1-5     | Dinamo Zagreb    | 1-3     | 0-2     |
| Legia Varsóvia   | 2-2 (b) | Galatasaray SK   | 2-1     | 0-1     |
| FC Porto         | 1-2     | TSV 1860 München | 0-1     | 1-1     |

(a) Lausanne Sports venceu o jogo de desempate por 3-2
(b) Legia Varsóvia venceu o jogo de desempate por 1-0

## Quartos-de-Final
| Equipa 1        | Total | Equipa 2         | 1.ª Mão | 2.ª Mão |
| --------------- | ----- | ---------------- | ------- | ------- |
| Lausanne Sports | 4-6   | West Ham United  | 1-2     | 3-4     |
| Real Zaragoza   | 3-2   | Cardiff City     | 2-2     | 1-0     |
| Torino FC       | 3-2   | Dinamo Zagreb    | 1-1     | 2-1     |
| Legia Varsóvia  | 0-4   | TSV 1860 München | 0-4     | 0-0     |

## Meias-Finais
| Equipa 1        | Total   | Equipa 2         | 1.ª Mão | 2.ª Mão |
| --------------- | ------- | ---------------- | ------- | ------- |
| West Ham United | 3-2     | Real Zaragoza    | 2-1     | 1-1     |
| Torino FC       | 3-3 (a) | TSV 1860 München | 2-0     | 1-3     |

(a) TSV 1860 München venceu o jogo de desempate por 2-0

## Final
| 19 de maio de 1964 | West Ham United     | 2-0 | TSV 1860 München | Estádio de Wembley, Londres |
| 19:30              | Alan Sealey 70', 72 |     |                  | Público: 97,974             |